# Nombre premier délicat
Un nombre premier délicat est un nombre premier tel que, si l'on considère son écriture en base dix, la modification d'un seul chiffre transforme le nombre de départ en un nombre composé,. Leur étude a été proposée en 1978 par Murray S. Klamkin (en) et se poursuit encore en 2021.

## Définition et premier exemple
On dit qu'un nombre premier {\displaystyle p} est un nombre premier délicat, si son écriture décimale à {\displaystyle k} chiffres {\displaystyle p=a_{k-1}a_{k-2}\dots a_{1}a_{0}} est telle que tout remplacement d'une décimale {\displaystyle a_{i}} (avec {\displaystyle i\in [0;k-1]}) a pour résultat un nombre composé. Comme il existe {\displaystyle (10-1)\times k=9k} remplacements possibles, identifier un nombre premier délicat nécessite de prouver la non-primalité de beaucoup de nombres ; la délicatesse d'un nombre à 11 chiffres nécessite donc d'établir que les {\displaystyle 9\times 11=99} nombres à 11 chiffres correspondants sont des nombres composés.
En base dix, le plus petit nombre premier délicat est 294 001,. Cela signifie que 294 001 est premier mais que, par exemple,
274 001,
294 005,
294 031,
294 101,
296 001
ou encore 394 001
sont composés.

## Les plus petits nombres premiers délicats
Il est possible d'étudier la délicatesse dans d'autres bases que la base dix, par exemple dans les bases 2 à 9.
Le plus petit nombre premier délicat dans chacune d'elles est
, :
| Base | Écriture dans la base | En base dix |
| ---- | --------------------- | ----------- |
| 2    | 1 111 1112            | 127         |
| 3    | 23                    | 2           |
| 4    | 11 3114               | 373         |
| 5    | 3135                  | 83          |
| 6    | 334 1556              | 28 151      |
| 7    | 4367                  | 223         |
| 8    | 14 1038               | 6 211       |
| 9    | 3 7389                | 2 789       |

En numération décimale,
les premiers nombres premiers délicats sont :
294 001, 505 447, 584 141, 604 171, 971 767, 1 062 599, 1 282 529, 1 524 181, 2 017 963, 2 474 431.
En 2007, il a été établi que le nombre à mille chiffres {\displaystyle (17\times 10^{1000}-17)/99+21686652} est délicat.

## Répartition
Il a été montré en 1978 par Paul Erdős qu'il existe une infinité de nombres premiers délicats,. De plus, Terence Tao a démontré en 2011 qu'en base dix l'ensemble des nombres délicats a une densité strictement positive dans l'ensemble des nombres premiers, : les nombres premiers délicats ne se raréfient donc pas par rapport aux nombres premiers, contrairement aux nombres premiers par rapport aux entiers naturels. La densité exacte des nombres délicats dans l'ensemble des nombres premiers n'est pas connue avec certitude, mais elle est minorée par {\displaystyle 5\times 10^{-756576}} et semble être voisine de 0,00005.

## Nombres premiers gravement délicats
En 2021, Michael Filaseta, de l'université de Caroline du Sud a proposé d'étudier un sous-ensemble des nombres premiers délicats tels que si l'on ajoute à l'un d'eux une infinité de 0 avant le chiffre de poids fort puis que l'on modifie l'un de ces 0 on obtienne systématiquement un nombre composé. De tels nombres sont appelés nombres premiers gravement délicats (en anglais widely digitally delicate prime). Avec son doctorant, il a établi que cet ensemble est infini, de densité strictement supérieure à {\displaystyle 5\times 10^{-756576}} et qu'il est possible de trouver des suites de longueur arbitraire de nombres premiers consécutifs qui soient gravement délicats,,. Ce résultat illustre le fait que les nombres premiers se font de plus en plus rares parmi les grands nombres, et donc qu'il est de moins en moins probable d'obtenir un nombre premier en substituant un chiffre par un autre.
Aucun tel nombre n'est pourtant connu avec certitude, bien qu'un travail non encore publié de 2021 semble en avoir identifié un commençant par 903 663, se terminant par 399 249 et s'écrivant avec 4 030 chiffres.